# Кесебаева, Балаим Туганбаевна
Балаим Туганбаевна Кесебаева (каз. Балаим Туғанбайқызы Кесебаева; 23 апреля 1966, с. Джамбул, Чимкентская область, Казахская ССР, СССР) — казахстанский политический деятель. Депутат Мажилиса Парламента Республики Казахстан (с 2016 по 2023 годы).

## Биография
Родилась в 1966 году в колхозе Джамбул Кировского района Чимкентской области.
Окончила Талдыкорганский юридический техникум, Казахский государственный университет им. аль-Фараби, бакалавриат Кызылординского государственного университета им. Коркыт Ата.
С 1985 по 1988 год — заведующая канцелярией отдела юстиции Чимкентского областного исполнительного комитета;
С 1993 по 1994 год — делопроизводитель Архитектурно-проектного кооператива «Шахар» г. Алматы;
С 1994 по 1998 год — советник, главный советник, главный специалист, начальник отдела Министерства юстиции Республики Казахстан;
С 1999 по 2002 год — заместитель начальника управления юстиции Кызылординской области;
С 2002 по 2004 год — начальник департамента юстиции Мангистауской области;
С 2004 по 2009 год — директор департамента внутренней администрации Министерства юстиции Республики Казахстан;
С 2009 по 2016 год — начальник департамента юстиции Кызылординской области;
С 2016 года — депутат Мажилиса Парламента Республики Казахстан от партии «Нур Отан», член Комитета по законодательству и судебно-правовой реформе Мажилиса Парламента РК;
С 15 января 2021 года — заместитель Председателя Мажилиса Парламента Республики Казахстан;

## Награды
- 2022 (14 октября) — Указом президента РК награждена орденом «Парасат»;[5]
- Указом президента РК награждена орденом «Курмет» и медалью «За трудовое отличие»;
- Медали Министерства юстиции Республики Казахстан «За вклад в развитие органов юстиции» и «Почётный работник органов юстиции»;
- Правительственные медали, в том числе:
  - Медаль «20 лет независимости Республики Казахстан» (2011);
  - Медаль «20 лет Конституции Республики Казахстан» (2015);
  - Медаль «25 лет независимости Республики Казахстан» (2016);
  - Медаль «25 лет Конституции Республики Казахстан» (2020);
  - Медаль «30 лет независимости Республики Казахстан» (2021);

## Семья
Замужем, имеет двоих детей.